# 赫氏指鰧
赫氏指鰧（學名：Dactyloscopus heraldi），為輻鰭魚綱䲁形目指鰧科指鰧屬的一個種，分布於東太平洋墨西哥下加利福尼亞州南部海域，深度0至8公尺，本魚身體扁平，向尾部逐漸變細，頭大，上部扁平，前部圓而窄，眼突，有短柄，鼻孔管狀，兩唇均有皮瓣，鰓蓋有皮瓣13個，背鰭起點於頸背，背鰭硬棘18枚、背鰭軟條26枚、臀鰭硬棘2枚、臀鰭軟條32枚，胸鰭條通常13條，尾基部末端下方有缺口，尾鰭長，鰭條不分枝，側線連續，在最後一節背棘下方向下彎曲，側線鱗46，頸背、頭部和下巴顏色淺或有不規則的雜色，頸背無寬闊的T形淡色斑塊，背部、臀鰭和尾鰭顏色淺至棕色，身體頂部和尾基部有8-11條細而短的鞍狀條紋，體長可達6公分，棲息在沙底質的海床及潮池，生活習性不明。